# Toro Rosso STR11
El Toro Rosso STR11 es un monoplaza de Fórmula 1 diseñado por Toro Rosso para competir en la Temporada 2016 de Fórmula 1. Mantiene la explosiva pareja de la temporada anterior formada por Max Verstappen y Carlos Sainz Jr. El STR11 abandona la mecánica Renault utilizada en las dos anteriores campañas para retomar las mecánicas Ferrari. Concretamente, usan la unidad de potencia de Ferrari de la temporada 2015, que se demostró fiable y rápida. 
El monoplaza se presentó el 22 de febrero de 2016 en el Circuito de Barcelona-Cataluña con el coche sin decoración, el primer día de test de pretemporada. La decoración definitiva se presentó el 1 de marzo de 2016.

## Resultados
(Clave) (negrita indica pole position) (cursiva indica vuelta rápida)
| Año  | Motor                      | Neu. | N.º | Pilotos          | 1   | 2   | 3   | 4   | 5   | 6   | 7   | 8   | 9   | 10  | 11  | 12  | 13  | 14  | 15  | 16  | 17  | 18  | 19  | 20  | 21  | Puntos | Pos. |
| ---- | -------------------------- | ---- | --- | ---------------- | --- | --- | --- | --- | --- | --- | --- | --- | --- | --- | --- | --- | --- | --- | --- | --- | --- | --- | --- | --- | --- | ------ | ---- |
| 2016 | Ferrari 059/4 1.6 V6 Turbo | P    |     |                  | AUS | BHR | CHN | RUS | ESP | MON | CAN | EUR | AUT | GBR | HUN | GER | BEL | ITA | SIN | MYS | JPN | USA | MEX | BRA | ABU | 63     | 7.º  |
| 2016 | Ferrari 059/4 1.6 V6 Turbo | P    | 26  | Daniil Kvyat     |     |     |     |     | 10  | Ret | 12  | Ret | Ret | 10  | 16  | 15  | 14  | Ret | 9   | 14  | 13  | 11  | 18  | 13  | Ret | 63     | 7.º  |
| 2016 | Ferrari 059/4 1.6 V6 Turbo | P    | 55  | Carlos Sainz Jr. | 9   | Ret | 9   | 12  | 6   | 8   | 9   | Ret | 8   | 8   | 8   | 14  | Ret | 15  | 14  | 11  | 17  | 6   | 16  | 6   | Ret | 63     | 7.º  |
| 2016 | Ferrari 059/4 1.6 V6 Turbo | P    | 33  | Max Verstappen   | 10  | 6   | 8   | Ret |     |     |     |     |     |     |     |     |     |     |     |     |     |     |     |     |     | 63     | 7.º  |

- ≠ El piloto no acabó el Gran Premio, pero se clasificó al completar el 90% de la distancia total.